# Гобле, Рене
Рене Гобле (фр. René Goblet; 26 ноября 1828, Эр-сюр-ла-Лис — 13 сентября 1905, Париж) — французский политик и государственный деятель, возглавлял кабинет министров Франции с 16 декабря 1886 по 30 мая 1887 года.

## Биография
Рене Гобле родился 26 ноября 1828 года в Эр-сюр-ла-Лисе. После получения юридического образования работал адвокатом в городе Амьене.
После падения Французской Империи был назначен прокурором при амьенском апелляционном суде.
В 1871 году был выбран в члены Национального собрания, где примкнул к умеренной республиканской партии и приобрел известность как талантливый оратор.
В 1877 году выбран в члены палаты депутатов и присоединился к левой партии.
В 1882 году исполнял обязанности министра внутренних дел в министерстве Шарля Фрейсине.
В 1885 году получил должность министра народного просвещения в министерстве Анри Эжена Бриссона.
В 1886 году он снова занял этот пост в кабинете Фрейсине, а после его падения 11 декабря 1886 года был до 17 мая 1887 года председателем совета министров и министром внутренних дел.
В кабинете Флоке он был с апреля 1888 до февраля 1889 года министром иностранных дел.
Рене Гобле скончался 13 сентября 1905 года в Париже.